# دیوان‌لی (بردع)
دیوان‌لی (به لاتین: Divanlı) یک منطقه مسکونی در جمهوری آذربایجان است که در شهرستان بردع واقع شده است. دیوان‌لی ۶۰۵ نفر جمعیت دارد.